# Jesper Nøddesbo
Jesper Brian Nøddesbo (født 23. oktober 1980 i Herning) er en tidligere dansk håndboldspiller, der til sidst spillede for den danske klub Bjerringbro-Silkeborg som stregspiller. Han har tidligere spillet i FC Barcelona, hvor han kom til i 2007, fra den danske Håndboldliga-klub KIF Kolding, hvor han i 2006 blev ligaens topscorer. Han har været pædagogmedhjælper i en børnehave i Holstebro og i en SFO i Tvis[kilde mangler]. Han har gået på Vivild Gymnastik- & Idrætsefterskole, som på daværende tid hed Vivild Ungdomsskole.
Jesper Nøddesbo arbejder i dag med professionelle samtaler (coaching) og holder foredrag.

## Landshold
Nøddesbo spillede desuden på det danske landshold, hvor han ved EM i 2008 var med til at vinde guld, efter finalesejr over Kroatien. Han står noteret for 223 landskampe og 450 mål. (pr. januar 2017)

### Landskampe
- Ynglingelandshold: 34
- Ungdomslandshold: 40
- A-Landshold: 223 (januar 2017)

## Kluboversigt
- Team Tvis Holstebro 1999-2004
- KIF Kolding: 2004-2007
- FC Barcelona Handbol: 2007-2017
- BSV 2017-2022

## Resultater

### Landsholdet
2016 OL guld
- 2014 EM sølv
- 2013 VM sølv
- 2011 VM sølv
- 2008 EM guld